# Braga bachmanni
Braga bachmanni là một loài chân đều trong họ Cymothoidae. Loài này được Stadler miêu tả khoa học năm 1972.